# RAC Tourist Trophy 1955

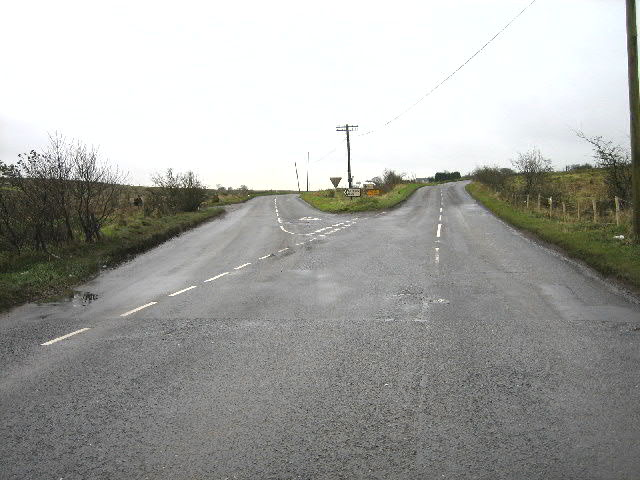
Lindsay Hairpin des Dundrod Circuit; die Fahrzeuge kamen im Bild rechts (in Fahrtrichtung links) auf die Haarnadelkurve zu und fuhren dann in Richtung Glowbog Crossroads. Dort verunglückte 1955 Richard Mainwaring tödlich

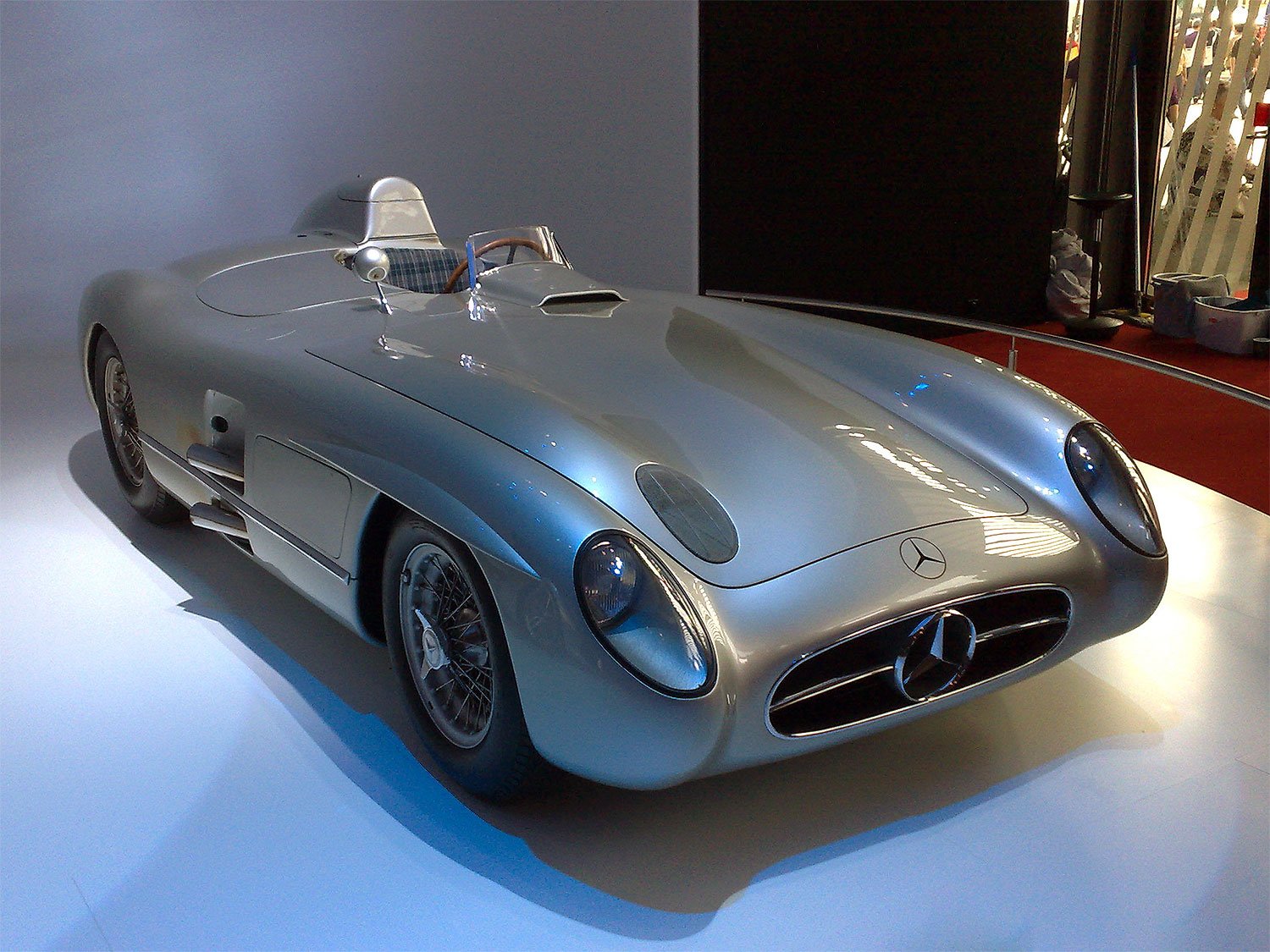
Mercedes-Benz 300 SLR

Die 22. RAC Tourist Trophy, auch Tourist Trophy, Dundrod, fand am 18. September 1955 auf dem Straßenkurs Dundrod Circuit rund um die nordirische Kleinstadt Dundrod statt und war der fünfte Wertungslauf der Sportwagen-Weltmeisterschaft dieses Jahres.

## Das Rennen
Das Rennen in Dundrod war der erste Weltmeisterschaftslauf der Sportwagen nach der Katastrophe beim 24-Stunden-Rennen von Le Mans im Juni, wo nach einem Unfall von Pierre Levegh 84 Menschen den Tod fanden. Die Rennstrecke in Dundrod war ein Straßenkurs mit fast 12 Kilometer Streckenlänge, auf teilweise engen Wegen durch eine nordirische Hügellandschaft. Wie bei vielen anderen Strecken dieser Art zu dieser Zeit waren die Sicherheitsvorkehrungen äußerst mangelhaft. Es gab so gut wie keine Auslaufzonen und als Streckenbegrenzung dienten vor allem schön gestutzte Hecken. Das Ganze wirkte mehr wie eine Rennbahn für Hindernisrennen, nur mit Asphalt anstatt der Grasfläche und ohne Hindernisse; äußerlich idyllisch, aber für die mehr als 200 km/h schnellen Sportwagen etlichen Stellen extrem gefährlich.
Dass drei Fahrer bei diesem Rennen tödlich verunglückten, ging in der damaligen Berichterstattung nach dem Le-Mans-Desaster fast unter. Das Rennen ist im Rückblick eines der fatalsten in der Geschichte des Sportwagensports. Zu Beginn der zweiten Runde waren acht Fahrzeuge in einen Massenunfall verwickelt. Ausgelöst wurde die Karambolage durch einen missglückten Überholversuch eines Profirennfahrers gegen einen sogenannten Herrenfahrer. Der französische Adelige Vicomte Henry de Barry (über einen zweiten Fahrer ist nichts bekannt) pilotierte einen Mercedes-Benz 300 SL, den er offensichtlich nicht beherrschte. Er fuhr im schnellen Streckenabschnitt bei Cochranstown verhältnismäßig langsam in der Mitte der Straße, als Ken Wharton im Werks-Frazer Nash beim Überholversuch rechts in einen Graben geriet und sich dabei den Tank aufriss. Sein Wagen und die dort stehenden Hecken fingen sofort Feuer. Während hinter ihm sieben weitere Wagen ineinanderfuhren, konnte de Barry unbehelligt weiterfahren. Er fuhr das Rennen sogar bis zur Halbzeit weiter, wurde dann aber disqualifiziert, weil er viel zu langsam fuhr, denn die meisten Fahrzeuge im Rennen hatten schon die doppelte Distanz zurückgelegt. Der Grund, warum Wharton hinter de Barry herfuhr, lag am Le-Mans-Start, bei dem die Fahrzeuge damals nicht nach den Trainingszeiten, sondern nach Hubraumgröße aufgestellt wurden. Dadurch stand der 3-Liter-Mercedes von de Barry weit vor dem 2-Liter-Frazer Nash von Wharton. Neben Wharton verunglückten Bob Berry im Jaguar D-Type (weshalb Berry nach einer Runde so weit hinten im Feld fuhr, ist bis heute unklar. Eine zeitgenössische Fotografie zeigt Berry an der Spitze des Feldes, wie er einen Blick auf den in der Boxengasse stehen Earl Howe warf), Lance Macklin im Austin-Healey 100S, der Deutsche Friedrich Kretschmann (Porsche 550 Spyder), Bill Smith (Connaught AL/SR), Peter Jopp im Werks-Lotus Mark IX und die beiden Cooper T39-Piloten Jim Russell und Jim Mayers. Smith und Mayers, deren Fahrzeuge komplett ausbrannten, starben im Inferno. Mayers starb bereits beim Unfall, Smith wenig später. Wharton erlitt Brandverletzungen. Für Lance Macklin, der auch am Le-Mans-Unfall beteiligt war, endete In Dundrod die Rennkarriere. Er verletzte sich schwer und trat drei Monate später zurück. Auch de Barry, der erst im Ziel von den fatalen Folgen der Massenkarambolage erfuhr, trat schwer geschockt sofort zurück.
Bei Halbzeit des Rennens ereignete sich der dritte Unfall. 35 Runden hatte das Team Robbie MacKenzie-Low und Richard Mainwaring zurückgelegt, als sich der Werks-Elva Mk.I mit Mainwaring am Steuer im Streckenabschnitt Tornagrough mehrmals überschlug. Der Fahrer wurde unter dem Wagen eingeklemmt und starb an der Unfallstelle. Trotz dieser Häufung von fatalen Zwischenfällen ging das Rennen unvermindert weiter, an eine Unterbrechung oder einen Abbruch dachte von Seiten des Veranstalters niemand. Das brachte ihm schon Stunden nach dem Rennen erhebliche Kritik ein. Weitere Autorennen auf diesem Kurs wurden wenig später von der Regionalverwaltung für die Zukunft untersagt; es war dies die letzte RAC Tourist Trophy in Dundrod.
Die Daimler-Benz AG erzielte mit dem Mercedes 300 SLR einen Dreifachsieg. In den Ergebnislisten stellte sich der Erfolg einfacher dar, als er in Wirklichkeit war. Die Mercedes-Werksfahrer waren stark gefordert und mussten fast beständig am Limit fahren, um den stärksten Konkurrenten zu widerstehen. Lange führte der Werks-Jaguar D-Type mit der Startnummer 1, bei dem sich Mike Hawthorn und Desmond Titterington im Cockpit ablösten. Der Wagen fiel drei Runden vor Schluss mit Motorschaden aus. Beim siegreichen Wagen von Stirling Moss und John Fitch gab es vorn einen Reifenschaden, der einen zusätzlichen Boxenstopp notwendig machte, der von Fitch bis zum Ende des Rennens aber wettgemacht wurde. Chancenlos waren die beiden Werks-Ferrari 857S, die nur die Ränge sechs und acht erreichten.

## Ergebnisse

### Schlussklassement
| 1               | S 3.0 | 10 | Daimler-Benz AG              | Stirling Moss John Fitch                                       | Mercedes-Benz 300 SLR             | 84 |
| 2               | S 3.0 | 9  | Daimler-Benz AG              | Juan Manuel Fangio Karl Kling                                  | Mercedes-Benz 300 SLR             | 83 |
| 3               | S 3.0 | 11 | Daimler-Benz AG              | Wolfgang von Trips André Simon                                 | Mercedes-Benz 300 SLR             | 82 |
| 4               | S 3.0 | 18 | Aston Martin Ltd.            | Peter Walker Dennis Poore                                      | Aston Martin DB3S                 | 81 |
| 5               | S 3.0 | 15 | Officine Alfieri Maserati    | Luigi Musso Franco Bordoni-Bisleri                             | Maserati 300S                     | 79 |
| 6               | S 3.0 | 4  | Scuderia Ferrari             | Eugenio Castellotti Piero Taruffi                              | Ferrari 857S                      | 79 |
| 7               | S 3.0 | 17 | Aston Martin Ltd.            | Reg Parnell Roy Salvadori                                      | Aston Martin DB3S                 | 79 |
| 8               | S 3.0 | 5  | Scuderia Ferrari             | Umberto Maglioli Maurice Trintignant                           | Ferrari 857S                      | 79 |
| 9               | S 1.5 | 28 | Fritz Huschke von Hanstein   | Carroll Shelby Masten Gregory                                  | Porsche 550 Spyder                | 75 |
| 10              | S 1.1 | 41 | Cooper Cars Co.              | Mike MacDowel Ivor Bueb                                        | Cooper T39                        | 74 |
| 11              | S 1.1 | 46 | Lotus Cars Ltd.              | Colin Chapman Cliff Allison                                    | Lotus Mark IX                     | 74 |
| 12              | S 1.5 | 29 | Porsche KG                   | Helm Glöckler Wolfgang Seidel                                  | Porsche 550 Spyder                | 74 |
| 13              | S 3.0 | 7  | Equipe Nationale Belge       | Jacques Swaters Johnny Claes                                   | Ferrari 750 Monza                 | 73 |
| 14              | S 3.0 | 19 | Raymond Flower               | Raymond Flower Mike Llewellyn                                  | Austin-Healey 100S                | 71 |
| 15              | S 1.1 | 47 | Dick Steed                   | Dick Steed Peter Scott-Russell                                 | Lotus Mark IX                     | 71 |
| 16              | S 1.5 | 30 | Porsche KG                   | Richard von Frankenberg Herbert Linge                          | Porsche 550 Spyder                | 70 |
| 17              | S 750 | 50 | Ecurie Jeudy-Bonnet          | Paul Armagnac Gérard Laureau                                   | DB HBR                            | 70 |
| 18              | S 2.0 | 56 | André Loëns                  | André Loëns Joakim Bonnier                                     | Maserati A6GCS                    | 69 |
| 19              | S 750 | 49 | Ecurie Jeudy-Bonnet          | Louis Cornet Claude Storez                                     | DB HBR                            | 69 |
| 20              | S 1.5 | 35 | MG Car Co.                   | Jack Fairman Peter Wilson                                      | MG EX182                          | 69 |
| 21              | S 2.0 | 23 | Jasper Johnstone             | Wilbert Todd Ian Titterington                                  | Triumph TR2                       | 68 |
| 22              | S 2.0 | 21 | Bob Dickson                  | Bob Dickson Ken Richardson                                     | Triumph TR2 Prototype             | 67 |
| 23              | S 2.0 | 26 | John Maurice Tew             | John Maurice Tew Joe Kelly                                     | Frazer Nash Le Mans Replica       | 66 |
| 24              | S 750 | 51 | Ecurie Jeudy-Bonnet          | Robert Mougin Guillaume Mercader                               | DB HBR                            | 66 |
| 25              | S 1.5 | 27 | Kieft Cars Ltd.              | John Fisher Ronnie Adams                                       | Kieft                             | 66 |
| 26              | S 1.5 | 37 | Kieft Cars Ltd.              | Berwyn Baxter Max Trimble                                      | Kieft                             | 66 |
| 27              | S 1.5 | 38 | Lotus Cars Ltd.              | John Coombs Ian Burgess                                        | Lotus Mark VIII                   | 55 |
| Disqualifiziert |       |    |                              |                                                                |                                   |    |
| 28              | S 3.0 | 12 | Ecurie Côte d'Azure          | Henri de Barry                                                 | Mercedes-Benz 300 SL              | 39 |
| Ausgefallen     |       |    |                              |                                                                |                                   |    |
| 29              | S 5.0 | 1  | Jaguar Cars Ltd.             | Mike Hawthorn Desmond Titterington                             | Jaguar D-Type                     | 81 |
| 30              | S 3.0 | 14 | Officine Alfieri Maserati    | Jean Behra Luigi Musso                                         | Maserati 300S                     | 63 |
| 31              | S 1.1 | 48 | Automobiles Frazer Nash Ltd. | Cecil Vard Ken Rudd                                            | DKW 3=6                           | 52 |
| 32              | S 2.0 | 22 | Jasper Johnstone             | Brian McCaldin Charles Eyre Maunsell                           | Triumph TR2                       | 48 |
| 33              | S 5.0 | 3  | Peter Whitehead              | Peter Whitehead Graham Whitehead                               | Cooper T38                        | 43 |
| 34              | S 3.0 | 16 | Aston Martin Ltd.            | Peter Collins Tony Brooks                                      | Aston Martin DB3S                 | 43 |
| 35              | S 1.1 | 44 | Kieft Cars Ltd.              | Otway Plunkett Alan Rippon                                     | Kieft                             | 38 |
| 36              | S 1.1 | 45 | Elva                         | Robbie MacKenzie-Low Richard Mainwaring                        | Elva Mk.I                         | 34 |
| 37              | S 2.0 | 24 | Officine Alfieri Maserati    | Luigi Bellucci Cecil Vard                                      | Maserati A6GCS                    | 31 |
| 38              | S 750 | 55 | Automobili Stanguellini      | René-Philippe Faure Philippe Duval                             | Stanguellini 750 Sport            | 29 |
| 39              | S 1.5 | 34 | MG Car Co.                   | Ron Flockhart Johnny Lockett                                   | MG EX182                          | 23 |
| 40              | S 750 | 54 | Pierre Chancel               | Pierre Chancel Robert Chancel                                  | Panhard X88                       | 22 |
| 41              | S 1.5 | 36 | MG Car Co.                   | Ted Lund Dickie Stoop                                          | MG EX182                          | 8  |
| 42              | S 5.0 | 2  | Jack Broadhead               | Bob Berry Ninian Sanderson                                     | Jaguar D-Type                     | 1  |
| 43              | S 3.0 | 20 | John Dalton                  | Lance Macklin John Dalton                                      | Austin-Healey 100S                | 1  |
| 44              | S 2.0 | 25 | Automobiles Frazer Nash Ltd. | Ken Wharton Cecil Vard                                         | Frazer Nash Le Mans Replica Mk.II | 1  |
| 45              | S 1.5 | 31 | Raymond Flower               | Friedrich Kretschmann Ernie McMillen Raymond Flower            | Porsche 550 Spyder                | 1  |
| 46              | S 1.5 | 39 | Connaught                    | Bill Smith John Young                                          | Connaught AL/SR                   | 1  |
| 47              | S 1.5 | 40 | Lotus Cars Ltd.              | Peter Jopp Mike Anthony                                        | Lotus Mark IX                     | 1  |
| 48              | S 1.1 | 42 | Cooper Cars Co.              | Jim Russell Dennis Taylor                                      | Cooper T39                        | 1  |
| 49              | S 1.1 | 43 | O’Shea Racing                | Jim Mayers Jack Brabham                                        | Cooper T39                        | 1  |
| Nicht gestartet |       |    |                              |                                                                |                                   |    |
| 50              | S 3.0 | 6  | Scuderia Ferrari             | Olivier Gendebien Masten Gregory                               | Ferrari 750 Monza                 | 1  |
| 51              | S 3.0 | 8  | Ecurie Bullfrog              | Jean Lucas Alfonso de Portago                                  | Ferrari 750 Monza                 | 2  |
| 52              | S 3.0 | T  | Aston Martin Ltd.            | Tony Brooks                                                    | Aston Martin DB3S                 | 3  |
| 53              | S 5.0 | T  | Jaguar Cars Ltd.             | Mike Hawthorn                                                  | Jaguar D-Type                     | 4  |
| 54              | S 1.5 | T  | MG Car Co.                   | Dickie Stoop                                                   | MG EX182                          | 5  |
| 55              | S 3.0 | 1T | Daimler-Benz AG              | Juan Manuel Fangio Karl Kling Stirling Moss Wolfgang von Trips | Mercedes-Benz 300 SLR             | 6  |
| 56              | S 3.0 | 2T | Daimler-Benz AG              | Stirling Moss                                                  | Mercedes-Benz 300 SLR             | 7  |

1 Unfall im Training
2 nicht gestartet
3 Trainingswagen
4 Trainingswagen
5 Trainingswagen
6 Trainingswagen
7 Trainingswagen

### Nur in der Meldeliste
Hier finden sich Teams, Fahrer und Fahrzeuge, die ursprünglich für das Rennen gemeldet waren, aber aus den unterschiedlichsten Gründen daran nicht teilnahmen.
| Pos. | Klasse | Nr. | Team                      | Fahrer                                      | Chassis            |
| ---- | ------ | --- | ------------------------- | ------------------------------------------- | ------------------ |
| 57   | S 1.1  |     | Watling-Greenwood/Barthel | Roy Watling-Greenwood Dennis Barthel        | Cooper T39         |
| 58   | S 2.0  |     | Brian Lister              | Bob Gerard                                  | Lister             |
| 59   | S 5.0  |     | Tojeiro                   | Horace Gould                                | Tojeiro            |
| 60   | S 3.0  |     | Gérard Crombac            | Gérard Crombac                              | Ferrari 750 Monza  |
| 61   | S 3.0  |     |                           | Tony Gaze                                   | Aston Martin DB3S  |
| 62   | S 1.5  | 32  | Monkey Stable             | A. M. Mallock Charles Eyre Maunsell         | Porsche 550 Spyder |
| 63   | S 1.5  | 33  | Osca                      | Giulio Cabianca                             | Osca MT4           |
| 64   | S 750  | 52  | Franco-Brittanique        | Billy Leeper Dick Lovell-Butt Albert Barbey | Panhard X88        |
| 65   | S 750  | 53  | Franco-Brittanique        | Georges Trouis Jeff Sparrowe                | DB HBR             |

### Klassensieger
| Klasse | Fahrer                  | Fahrer         | Fahrzeug              | Platzierung im Gesamtklassement |
| ------ | ----------------------- | -------------- | --------------------- | ------------------------------- |
| S 5.0  | kein Teilnehmer im Ziel |                |                       |                                 |
| S 3.0  | Stirling Moss           | John Fitch     | Mercedes-Benz 300 SLR | Gesamtsieg                      |
| S 2.0  | André Loëns             | Joakim Bonnier | Maserati A6GCS        | Rang 18                         |
| S 1.5  | Carroll Shelby          | Masten Gregory | Porsche 550 Spyder    | Rang 9                          |
| S 1.1  | Mike MacDowel           | Ivor Bueb      | Cooper T39            | Rang 11                         |
| S 750  | Paul Armagnac           | Gérard Laureau | DB HBR                | Rang 17                         |

### Renndaten
- Gemeldet: 65
- Gestartet: 40
- Gewertet: 27
- Rennklassen: 6
- Zuschauer: unbekannt
- Wetter am Renntag: warm, Regen in der zweiten Rennhälfte
- Streckenlänge: 11,935 km
- Fahrzeit des Siegerteams: 7:03:11,000 Stunden
- Gesamtrunden des Siegerteams: 84
- Gesamtdistanz des Siegerteams: 1002,518 km
- Siegerschnitt: 142,139 km/h
- Pole-Position: keine
- Schnellste Rennrunde: Mike Hawthorn – Jaguar D-Type (#1) – 4:42,000 = 152,358 km/h
- Rennserie: 5. Lauf zur Sportwagen-Weltmeisterschaft 1955